# Liste der Bodendenkmäler in Stemwede
Die Liste der Bodendenkmäler in Stemwede enthält die denkmalgeschützten unterirdischen baulichen Anlagen, Reste oberirdischer baulicher Anlagen, Zeugnisse tierischen und pflanzlichen Lebens und paläontologischen Reste auf dem Gebiet der Gemeinde Stemwede im Kreis Minden-Lübbecke in Nordrhein-Westfalen (Stand: 3. September 2019). Diese Bodendenkmäler sind in Teil B der Denkmalliste der Gemeinde Stemwede eingetragen; Grundlage für die Aufnahme ist das Denkmalschutzgesetz Nordrhein-Westfalen (DSchG NRW).
| Bild | Bezeichnung              | Lage                                                                    | Beschreibung | Bauzeit | Eingetragen seit | Denkmal- nummer |
| ---- | ------------------------ | ----------------------------------------------------------------------- | ------------ | ------- | ---------------- | --------------- |
| BW   | Aufgelassener Steinbruch | Haldem südwestlich vom preußischen Berghaus Karte                       |              |         |                  | 1               |
| BW   | Aufgelassener Steinbruch | Haldem westlich vom Wasserbehälter an der Straße Zur Wilhelmshöhe Karte |              |         |                  | 2               |
| BW   | Aufgelassener Steinbruch | Haldem westlich vom Wegmannsberg Karte                                  |              |         |                  | 3               |